# Civilisationens vugge
Civilisationens vugge eller civilisationens begyndelse er et sted og en kultur, hvor civilisationen blev skabt uafhængigt af andre civilisationer andre steder.
Dannelsen af bymæssige bebyggelser (byer) er det primære kendetegn ved et samfund, der kan karakteriseres som civiliseret. Andre karakteristika ved civilisationen omfatter en stillesiddende ikke-nomadisk befolkning, monumental arkitektur, eksistensen af sociale klasser og ulighed og skabelsen af et skrivesystem til kommunikation. Overgangen fra simplere samfund til det komplekse samfund i en civilisation er gradvis.
Forskere anerkender generelt seks civilisations vugger. Mesopotamien, det gamle Egypten, det gamle Indien og det gamle Kina menes at være de tidligste i den gamle verden. Civilisationens vugger i den nye verden er Norte Chico-civilisationen i det kystnære Peru i Andesbjergene og Olmek-civilisationen i Mexico. Alle civilisationens vugger var afhængige af landbruget til næring (undtagen muligvis Norte Chico-civilisationen, som oprindeligt kan have været afhængig af marine ressourcer). Alt var afhængigt af, at bønder producerede et landbrugsoverskud for at støtte den centraliserede regering, politiske ledere, præster og offentlige arbejder i civilisationens bycentre.
Mindre formelt bruges udtrykket "civilisationens vugge" ofte til at henvise til andre historiske gamle civilisationer, såsom Oldtidens Grækenland eller Antikkens Rom, som begge er blevet kaldt "den vestlige civilisations vugge".

## Tidslinje
Den følgende tidslinje viser en tidslinje af kulturer med de omtrentlige årstal for civilisationens fremkomst (som diskuteret i artiklen) i de fremhævede områder, de primære kulturer forbundet med disse tidlige civilisationer. Det er vigtigt at bemærke, at tidslinjen ikke indikerer begyndelsen af menneskelig beboelse, starten på en specifik etnisk gruppe eller udviklingen af neolitiske kulturer i området - hvoraf nogen ofte fandt sted væsentligt tidligere end fremkomsten af den egentlige civilisation. I tilfældet med Induscivilisationen blev dette efterfulgt af en periode med de-urbanisering og regionalisering og sameksistensen af lokale lokale landbrugskulturer og de pastorale indo-ariere, som kom fra Centralasien.
De angivne årstal er kun omtrentlige, da civilisationens udvikling var trinvis, og det nøjagtige årstal, hvor "civilisationen" begyndte for en given kultur, er genstand for fortolkning.